# 1er corps australien
Pour les articles homonymes, voir 1er corps d'armée.
Le 1er corps d'armée australien était le principal corps d'active de l'armée australienne durant la Seconde Guerre mondiale. Il incorpora plusieurs divisions australiennes et alliées durant son existence. De 1940 à 1942, le corps a opéré sur le front méditerranéen. De 1942 à 1945 il a supervisé le front allié dans la zone du Pacifique Sud-Ouest.
Le 1er Corps fut créé le 11 avril 1940 à Melbourne, en Australie, pour superviser les divisions d'active de la Deuxième force impériale australienne (ou 2nd AIF). Le général de division Thomas Blamey, commandant la 2e AIF, fut désigné comme commandant en chef du 1er corps.

## Théâtre méditerranéen
Le 10 juin 1940, Blamey quitta l'Australie pour installer son quartier général en Palestine, alors sous mandat britannique.
Le 1er corps prit le contrôle des opérations en Cyrénaïque le 16 février 1941, en remplacement du 13e corps britannique.
En avril 1941, le QG du 1er corps fut transféré en Grèce pour la campagne des Balkans. Il contrôlait alors la 6e division australienne, la 2e division néo-zélandaise, la 12e division grecque et la 1re brigade blindée britannique. Le 12 avril, il fut officiellement rebaptisé Anzac Corps, en référence aux formations combinées australo-néo-zélandaise de la première Guerre mondiale.
Les forces alliées furent rapidement débordées par les troupes allemandes et le QG du 1er corps quitta la Grèce les 23 et 24 avril.
En juin, dans le cadre du plan initial pour la campagne du Levant (Syrie et Liban), le 1er corps devait prendre le commandement des opérations après la prise de contrôle de la route Beyrouth-Damas par les troupes du Commonwealth. Cependant le 18 juin 1941, avant que cet objectif ne soit atteint, le 1er corps entra en fonction afin d'améliorer le commandement des forces alliées. À partir de cette date, toutes les forces alliées sur ce théâtre furent placées sous le commandement du général de division John Lavarack. Elles comprenaient la 7e division d'infanterie australienne, moins sa 18e brigade d'infanterie, la division des Forces françaises libres et la 5e brigade d'infanterie indienne. Après de durs combats victorieux, le 1er Corps pris en charge le contrôle de l'occupation de tout le Liban et de la Syrie au nord de la route Beyrouth-Damas, y compris la frontière avec la Turquie.

## Pacifique Sud Ouest
Le 3 janvier 1942, après le début de la guerre du Pacifique, le gouvernement britannique demanda l'envoi de deux divisions australiennes en extrême-orient. Le gouvernement australien approuva cette requête le 6 janvier, et ordonna le redéploiement du QG du 1er corps, de la 6e division d'infanterie australienne et de la 7e division d'infanterie australienne. Ces unités quittèrent l'Égypte pour Java à la fin de janvier.
Deux régiments d'outre-mer de la 1re brigade anti-aérienne australienne les accompagnaient, le 1er régiment de défense anti-aérienne légère australien (équipé de canons Bofors) et le 2e régiment de défense anti-aérienne lourde (équipé de canon de 3,7 pouces) y compris leurs sections de signaux.
Toutefois peu d'unités australiennes prirent pied aux Indes orientales néerlandaises avant leur prise par les troupes japonaises. Il y eut une controverse entre Winston Churchill et le premier ministre australien John Curtin, sur le fait de savoir si le gros des troupes devait aller en Asie du sud ou en Australie. Finalement, le QG du 1er corps fut installé en Australie et la 6e division (moins sa 19e brigade) fut détachée à Ceylan, accompagnée d'un détachement complémentaire de canons anti-aériens et de véhicules Matador.

## Commandants en chef
- 1940-41 : Lt Gen Thomas Blamey
- 1941-42 : Lt Gen John Lavarack
- 1942 : Lt Gen Sydney Rowell
- 1942-44 : Edmund Herring
- 1944 : Lt Gen Frank Berryman (en)
- 1944 : Lt Gen Stanley Savige
- 1944-45 : Lt Gen Leslie Morshead